# Isaac Moreno Gallo
Isaac Moreno Gallo (1958- ) es un ingeniero civil, historiador y comunicador español.
Isaac Moreno es Ingeniero Técnico de Obras Públicas y graduado en Geografía e Historia. Ha trabajado para el Ministerio de Fomento de España y ha realizado diversos proyectos de identificación y estudio de infraestructuras romanas, en especial vías romanas e infraestructura hidráulica. También ha trabajado para diversas administraciones públicas a título de especialista en ingeniería romana y realizado investigaciones sobre la técnica antigua, instrumentos topográficos antiguos y otras facetas relacionadas con esta ingeniería.
Es un acérrimo defensor de los postulados de que las infraestructuras antiguas eran realizadas con criterios de ingeniería comparables a los modernos y de la inclusión, dentro de los equipos de estudios arqueológicos, de ingenieros de obras públicas que puedan interpretar las estructuras halladas desde un punto de vista técnico. 

## Biografía
Isaac Moreno nació el 27 de agosto de 1958 en  la ciudad de Burgos, en Castilla y León, en España. Completó sus estudios primarios en el Grupo escolar Hispano Argentino de Burgos y realizó el Bachiller Elemental, el Superior y COU (Curso de Orientación Universitaria) en el Instituto Diego Porcelos de la misma ciudad. En 1981 se graduó como Ingeniero Técnico en Obras Civiles (Ingeniero Técnico de Obras Públicas) en la Escuela de Ingenieros Técnicos de Obras Públicas de Burgos (fusionada en 1986 con otras escuelas universitarias para crear la Escuela Politécnica Superior). En 1988 ingresó en el Cuerpo de Ingenieros Técnicos de Obras Públicas del Ministerio de Obras Públicas, en la actualidad Ministerio de Transportes, Movilidad y Agenda Urbana (MITMA). En 2018 se graduó en Geografía e Historia por la Universidad Nacional de Educación a Distancia (UNED). 
Como investigador, su labor se ha centrado en la identificación de vías romanas, estudios técnicos de conducciones de agua romanas, investigaciones sobre la técnica antigua, instrumentos topográficos antiguos y otras facetas relacionadas con la ingeniería romana. Dicha faceta se ve acompañada de labores de divulgación, por ejemplo como director científico y presentador de la serie documental Ingeniería Romana, o a través de su canal de YouTube.
Entre 2006 y 2010 participó en el Proyecto de Investigación de Identificación, Diagnóstico y Análisis Técnico-Constructivo, de Vías Romanas en Castilla y León enmarcado en el Plan Patrimonio Histórico (PAHIS) de Castilla y León, donde se llevó a cabo un estudio de la red de carreteras romanas en todo el territorio de Castilla y León a la vez que se identificó la técnica constructiva y las herramientas utilizadas para la construcción de la misma. Para la difusión del estudio se realizó el sitio web.
Ha escrito varios libros especializados y participado, como presentador y coordinador, en la serie documental de televisión Ingeniería Romana.  Mantiene un canal de difusión en la plataforma de vídeos YouTube donde publica vídeos divulgativos de sus investigaciones y un espacio web donde hace públicos sus trabajos y los de otros autores sobre ingeniería antigua.

## Controversias
Las interpretaciones de las diferentes infraestructuras estudiadas por Isaac Moreno a la luz de la técnica de ingeniería utilizada en su construcción han dado pie a diferentes polémicas. Muchas de las infraestructuras atribuidas a la época romana y publicitadas de ese modo por las instituciones públicas, puentes, acueductos, vías...  al ser analizadas en detalle por él y expuestas al público dieron origen a polémicas con otros investigadores y administraciones que previamente habían calificado las mismas como romanas mientras que Isaac Moreno indicaba que no lo eran. Un caso de este tipo de polémica fue la creada en torno del acueducto de Can Cua, en Pineda de Mar, el cual calificó como una mera acequia de riego en contra de  la calificación oficial de romano, con sólo su mera observación y sin consultar la documentación existente   ni consultar a arqueólogos que sí habían realizado un trabajo de datación basado en el método científico. Otro ejemplo relevante fue el caso del acueducto de los Milagros de Mérida, cuya arquería estaba calificada como romana, cuando en 2019, mediante una termoluminiscencia de uno de los ladrillos, Moreno afirmó que la obra databa del año 290, en época de Diocleciano, estimando que originalmente el servicio en ese punto estaría cubierto mediante un sifón.

## Obra
Isaac Moreno ha publicado varios libros especializados; entre ellos estos:
Como autor:
- Vía romana de Italia a Hispania en las provincias de Burgos y Palencia Año 1999. ISBN: 978-84-605-9612-7 EAN: 9788460596127 Editorial: Moreno Gallo, Isaac.

- Descripción de la Vía de Italia a Hispania en las provincias de Burgos y Palencia Año 2000. ISBN: 978-84-86841-86-7 EAN: 9788486841867 Editorial: Diputación Provincial de Burgos.

- Vías Romanas. Ingeniería y técnica constructiva Año 2004. ISBN: 978-84-7790-425-0 EAN: 9788477904250 Editorial: Centro de Estudios y Experimentación de Obras Públicas.

- Item a Caesarea Avgvsta Beneharno: La carretera romana de Zaragoza al Bearn Año 2009. ISBN: 978-84-7820-999-6 EAN: 9788478209996 Editorial: Institución Fernando el Católico. Coautor: Joaquín Lostal Pros.

- Vías Romanas en Castilla y León Año 2011. ISBN: 978-84-695-8150-6 Editorial: Junta de Castilla y León.

- Roman roads: status quo and future prospects Año 2022.  ITINERA. The Journal of the Roman Roads Research Association. Volume II,

- La defensa telegráfica de la frontera califal del Duero. Atalayas y vías romanas en el siglo X Año 2022. ISBN: 978-84-16446-82-7  Editorial: Excma. Diputación Provincial de Soria.

Como coautor y director científico
- Elementos de ingeniería romana Año 2004.  ISBN: 84-68881-90-4. Editorial: CITOP.
- Nuevos elementos de ingeniería romana Año  2006. ISBN: 84-97181-32-7. Editorial: CITOP.
- Las obras públicas en la ciudad romana Año  2008.  ISBN: 84-61270-98-9.  FITOP.
- Las técnicas y las construcciones en la ingeniería romana Año 2010. ISBN: 84-61437-58-0. Editorial:  FITOP.